# Leptophryne cruentata
A Leptophryne cruentata egy varangyfaj. Élőhelye kizárólag Indonézia. Az 1982-es Galunggung vulkán kitörésekor a faj egyedlétszáma drasztikusan csökkent és ezért veszélyeztetett faj lett. 1000 és 2000 méter tszf. között él a hegyvidéken. Eddig csak a Mount Pangrangon, a Mount Gedeh-en és Curug Luhuron, Jawa Baraton és Java szigetén találták meg. 1976-ban kis populációt írtak le, majd 1987-ben már szinte alig találtak példányokat a vulkánkitörés miatt. Az 1990-es években nem találták a fajt, egészen 2003-ig, amikor a Cibeureum-vízesés környékén újra fellelték egyedeit.